# چوب کبریت (فیلم)
چوب کبریت (به هندی: Maachis) فیلمی محصول سال ۱۹۹۶ و به کارگردانی گلزار است. در این فیلم بازیگرانی همچون چاندراچور سینگ، تابو، اوم پوری، جیمی شرگیل، کولبوشان کارباندا و راجندرانات زوتشی ایفای نقش کرده‌اند.